# Szombathely vára (Horvátország)
Szombathely vára (horvátul: Utvrda Subotica) egy középkori várhely Horvátországban, Lug Subotički falu határában.

## Fekvése
A falutól mintegy másfél km-re keletre, az erdő széle közelében találhatók a maradványok. A középkori vár és város helyét ma is Gradinának nevezik.

## Története
A várat a Kórógyiak építették 1258-ban röviddel azután, hogy „Kos” földjét a tatárok elleni harcokban szerzett érdemeikért IV. Béla királytól adományul kapták. 1321-ben a Szelczei család birtoka lett, akik 1386-ban kegyvesztetté váltak és Zsigmond király elvette tőlük, majd a Garaiaknak adta. Ekkor a vár mellett mezőváros fejlődött ki. A mezőváros fejlődésére kedvezően hatott Nekcse, Eszék, Diakovár és Valpó közelsége. Ekkor már állt a plébániatemplom is, melynek plébánosa a környező települések híveit is ellátta. A 15. században a vár újra a Kórógyiak birtoka lett. Az első török támadások után a 15. század végén az uradalom székhelyét Koskáról a kőtömbökből épített, sokkal jobban védhető Szombathely várába helyezték át. A török uralom előtti utolsó birtokosa Geréb Mátyás volt. 1536-ban a térség váraival együtt elfoglalta a török. A várba török helyőrséget vezényeltek, a városba pedig muzulmán lakosság települt be. A vár és a város a török elleni felszabadító háború során 1687 körül pusztult el, csak romjai maradtak.

## A vár mai állapota
Szombathely középkori várának mára csekély felszíni nyoma maradt. A romokat a 20. század közepén nagyrészt a házak építéséhez hordták el. Az egykori vár területe sűrű bozóttal, fákkal van benőve, de a műholdképén még jól látszik a kétrészes castellum árokrendszere.

## Fordítás
Ez a szócikk részben vagy egészben  a   Subotica (utvrda) című horvát Wikipédia-szócikk ezen változatának fordításán alapul.  Az eredeti cikk szerkesztőit annak laptörténete sorolja fel. Ez a jelzés csupán a megfogalmazás eredetét és a szerzői jogokat jelzi, nem szolgál a cikkben szereplő információk forrásmegjelöléseként.